# Marphysa gayi
Marphysa gayi är en ringmaskart som beskrevs av Jean Louis Armand de Quatrefages de Bréau 1866. Marphysa gayi ingår i släktet Marphysa och familjen Eunicidae. Inga underarter finns listade i Catalogue of Life.